# Ferreira-a-Nova
Pour les articles homonymes, voir Ferreira.
Ferreira-a-Nova est une paroisse civile portugaise (en portugais : freguesia) de la municipalité de Figueira da Foz dans le district et la région de Coimbra.

## Géographie
Ferreira-a-Nova est située au nord-est de Figueira da Foz, à la limite avec Montemor-o-Velho, entre les autoroutes A17 (au nord-ouest) et A14 (au sud-est).
Outre Ferreira-a-Nova, la paroisse comprend les localités de Canosa, Netos, Porto Lamas, Santana et Tromelgo.

## Histoire
Au début du XIXe siècle, Ferreira-a-Nova est rattachée aux municipalités d'Alhadas puis de Maiorca avant de rejoindre Figueira da Foz en 1853.
En février 1988, Ferreira-a-Nova est amputée d'une partie de son territoire au profit de Santana, qui devient une paroisse civile indépendante. La loi no 11-A/2013 du 28 janvier 2013 portant réorganisation administrative du territoire des freguesias réintègre Santana au sein de Ferreira-a-Nova. Depuis, plusieurs initiatives pour la restauration de la paroisse de Santana ont été approuvées par le conseil paroissial de Ferreira-a-Nova, sans concrétisation à l'échelle nationale.

## Démographie
Lors du recensement de 2021, Ferreira-a-Nova compte 2 117 habitants.